# Marco Braghero
Marco Braghero (Alassio, 5 marzo 1956) è un allenatore di pallacanestro italiano.

## Carriera
Ha vinto uno scudetto e una Coppa dei Campioni da vice allenatore di Santino Coppa alla Trogylos Priolo.

## Palmarès
- Campionato italiano: 1
Trogylos Priolo: 1988-89
- Coppa dei Campioni: 1
Trogylos Priolo: 1989-90